# Glavatičevo
Glavatičevo (en cyrillique : Главатичево) est un village de Bosnie-Herzégovine. Il est situé dans la municipalité de Konjic, dans le canton d'Herzégovine-Neretva et dans la fédération de Bosnie-et-Herzégovine. Selon les premiers résultats du recensement bosnien de 2013, il compte 194 habitants.

## Géographie
Glavatičevo est situé dans un canyon formé par la Neretva.

## Histoire
Sur le territoire du village se trouvent trois nécropoles inscrites sur la liste des monuments nationaux de Bosnie-Herzégovine : celle de Gračani, qui abrite des tombes anciennes et 11 stećci, un type particulier de tombes médiévales, celle de Biskup, avec 172 stećci, classée en même temps que les ruines de l'église, et celle de Gajine, avec 15 stećci. La nécropole de Biskup fait partie des 22 sites avec des stećci proposés par le pays pour une inscription au patrimoine mondial de l'UNESCO.

## Démographie

### Évolution historique de la population
| 1948 | 1953 | 1961 | 1971 | 1981 | 1991 | 2013 |
| ---- | ---- | ---- | ---- | ---- | ---- | ---- |
| -    | -    | 620  | 598  | 540  | 547  | 194  |

|  |

### Communauté locale
En 1991, la communauté locale de Glavatičevo comptait 1 959 habitants, répartis de la manière suivante :